# Пуерто Сан Артуро, Нуево Апик Пак (Окозокоаутла де Еспиноса)
Пуерто Сан Артуро, Нуево Апик Пак (шп. Puerto San Arturo, Nuevo Apic Pac) насеље је у Мексику у савезној држави Чијапас у општини Окозокоаутла де Еспиноса. Насеље се налази на надморској висини од 210 м.

## Становништво
Према подацима из 2005. године у насељу је живело 5 становника.

### Хронологија
| Година       | 2000         | 2005 |
| ------------ | ------------ | ---- |
| Становништво | 26 (16 / 10) | 5    |

### Попис
| # | Индикатор                        | Вредност |
| - | -------------------------------- | -------- |
| 1 | Укупно појединачних домаћинстава | 1        |